# Вероніка Валлінгер-Шталльмаєр
Вероніка Валлінгер-Шталльмаєр  (нім. Veronika Wallinger-Stallmaier, 30 липня 1966) — австрійська гірськолижниця, олімпійська медалістка.

## Виступи на Олімпіадах
| Олімпіада        | Дисципліна              | Місце  |
| ---------------- | ----------------------- | ------ |
| Сараєво 1984     | швидкісний спуск        | 10     |
| Сараєво 1984     | слалом                  | участь |
| Альбервіль 1992  | швидкісний спуск        | 3      |
| Ліллехаммер 1994 | швидкісний спуск        | =14    |
| Ліллехаммер 1994 | супергігантський слалом | =22    |